# Randzone
En randzone er et område, der afgrænser to forskellige biomer fra hinanden. Begrebet kan også benyttes som to forskellige lokaliteters grænse mod hinanden. Randzoner kan have forskellig størrelse, for eksempel lokalt eller regionalt som en zone mellem en mark og en skov.. Randzoner (også betegnet som økozoner) er meget betydningsfulde biotoper. Årsagen til deres betydning er, at de både yder biotopen bag sig beskyttelse og samtidig fungerer som udvekslingssted for både den indre og den ydre biotops arter.
Der vil ofte være en højere grad af biodiversitet i en randzone, end der er i de to tilgrænsende biotoper, fordi randzonen tilbyder en mosaik af nicher, som er en blanding af begge vegetationer.
Randzonerne kan desuden fungere som vigtige spredningskorridorer for arter, der er under udbredelse til nye levesteder. Indikatorer for, at et område er en randzone kan være forandringer i farvespillet på græsser og planter eller forekomst af arter, som ikke findes i de tilstødende zoner. I områder, som indeholder randzoner vil der ofte være en hyppigere tilstedeværelse af sanglærker, idet disse søger områder med stor biodiversitet.

## Randzoner i Danmark
I efteråret 2004 udarbejdede De Økonomiske Råd en rapport, hvor kapitel III beskæftigede sig med beskyttelse af grundvandet gennem etablering af randzoner.
En lovgivning om randzonerne blev introduceret i planen for Grøn Vækst, der foreskrev, at landbruget skulle anlægge bræmmer eller randzoner af 10 meter ved alle åer, vandløb og søer over 100 m2. Hensigten var at at reducere udvaskningen af næringsstoffer fra dyrkede arealer til vandmiljøet. Loven blev vedtaget 14. juni 2011 og indeholdt følende hovedpunkter:
- I randzonerne må der ikke sprøjtes og gødskes
- Der må ikke foretages jordbehandling, undtages ved reetablering af græs (højst hvert 7. år).
- Randzonerne skal etableres med græs snarest muligt, hvis de ikke allerede er naturligt bevoksede.
- Der må ikke dyrkes flerårige energiafgrøder i randzonerne
- Allerede etablerede afgrøder må høstes, men ikke sprøjtes og gødskes
- Randzonerne må afgræsses, ligesom der må høstes græs.[8][9]

Lovens betydning er blandt andet fremhævet af en ekspert på området, Brian Kronvang, som har udtalt:
| Citat | Randzonernes primære effekt for kvælstof er, at udvaskningen af nitrat er mindre, da randzonerne jo ikke må dyrkes, gødes eller sprøjtes – og da randzonen ligger tæt på vandløb og søer, får man fuld effekt i vandområderne af den mindre nitratudvaskning. | Citat |
|       | |       |

I forbindelse med landbrugspakken besluttede et flertal i Folketinget den 21. januar 2016 at ophæve randzoneloven. Beslutningen var baseret på en politisk aftale, som Venstre - regeringen indgik i december 2015 med Liberal Alliance, Dansk Folkeparti og De konservative.
Herefter er lodsejere, hvis jorde grænser til randzonerne ikke længere forpligtet til at have ti meter dyrkningsfri zoner omkring vandløb og søer. Blandt kritikerne af denne beslutning er Danmarks Naturfredningsforening, som frygter, at vandmiljøet lider væsentlig skade på baggrund af ophævelsen af randzonerne." En af de ivrigste fortalere for at afskaffe randzonelovgivningen, Bæredygtigt landbrug, har tilbagevist kritikken og anført, at der kun vil forekomme "en marginal forøgelse af kvælstofudledningen." Naturpakken, der blev vedtaget 20. maj 2016 af forligspartierne indeholder en række konkrete indsatser, som skal styrke biodiversiteten og således kompensere for ophævelsen af randzonerne.

## Eksempler på randzoner
Nedenstående liste er typiske eksempler på randzoneområder:
- Eng
- Æstuarium
- Kulisseskov
- Læhegn
- Mangrove
- Oase
- Rørsump
- Skovbryn
- Skovsteppe
- Strandbred